# Abrostola kaszabi
Abrostola kaszabi là một loài bướm đêm trong họ Noctuidae.